# Площа Республіки (Діжон)
Площа Республіки — площа у місті Діжон, розташована на межі історичного центру.

## Місце знаходження
Із відкриттям трамвайного сполучення наприкінці 19 століття, площа стала центральним місцем Діжону та набула нового вигляду завдяки архітекторові Альфреду Петеру. Присутній сьогодні водограй (фонтан) спорудили у підніжжя пам'ятника президенту Франції Саді Карно.
Є точкою автобусно-трамвайного сполучення. Має дуже різноманітну архітектуру, яка об'єднує середньовічний стиль (у напрямку історичного центру по вулиці Жана-Жака Руссо), стиль 19 століття, також відомий як османський (бульвар Адольфа Тьєра) та стиль сучасності, втілений у бульварі Жоржа Клемансо та проспекті Гарібальді.

## Походження назви
Названа на честь політичних ідей республіканізму та свободи. 
Площа Республіки, історичне місце ярмарок, ринків та кабаре, була створена у 1888 році і знаходилась на краю валів, тобто поза стінами міста  .
Монумент Саді Карно спорудили у 1899 році на честь вбитого у 1894 році французького президента. Вже в липні 1894-го міська рада ухвалює рішення про спорудження нового пам'ятнику на Площі Республіки. 21 травня 1899 року його офіційно інаугурує президент Еміль Лубе.
Монумент складається із центрального стовпа, до якого притуляється виконана у повний зріст біло-мармурова статуя Карно (автор — Матурен Моро).
На вершині стовпа богиня Фама тримає лавровий вінок над головою Президента. 
По обидва боки монументу, дві алегоричні фігури, Історія та Біль, доповнюють композицію.